# Quseir Amra

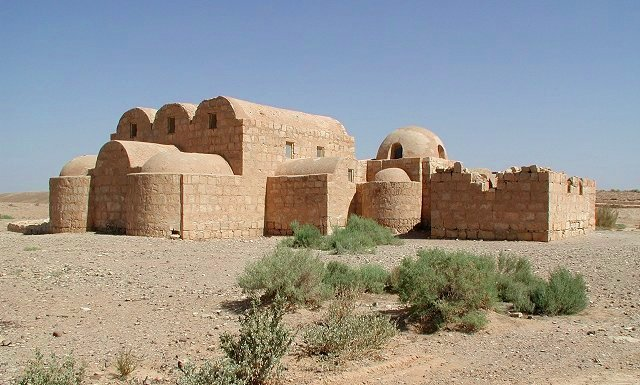
Quseir Amra

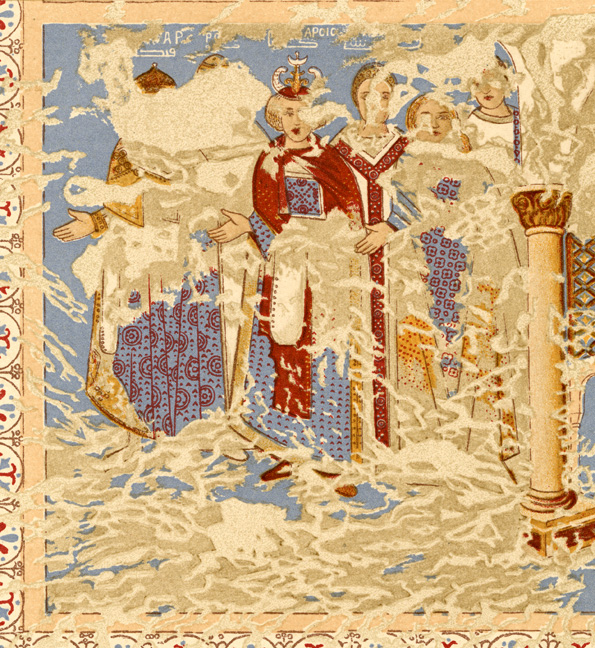
freskon "De 6 kungarna"

Quseir Amra (även Quṣayr ʿAmra  och Qasr al-Amra, arabiska قصر عمرة ) är en ökenborg i södra Jordanien. Det är ett av de kvarvarande ökenslotten i Jordanien, byggnaden är upptagen på UNESCOs lista över världsarv. Quseir betyder litet palats eller borg.

## Byggnaden
Ökenslottet ligger i provinsen az-Zarqa cirka 85 km sydöst om huvudstaden Amman och cirka 20 km väster om Qasr Azraq. Området är det mest bevarade och mest kända bland ökenslotten.
Byggnaden är huvudsakligen uppfört i kalkstenblock och tegelsten. Byggnaden består av 3 enheter med välvda tak, väggar och tak är täckta av freskon med varierande motiv. Entreporten finns i den norra sidan. Huvudbyggnaden är rektangulär och består av 3 tunnvalv och är länkad till ett Apodyterium som leder till badhuset (s.k. Hamam). Badhuset består av 3 delar (i likhet med de romerska badhusen: tepidarium-varma rummet, caldarium-heta rummet och frigidarium-kalla rummet) och golv är täckta av mosaiker. Byggnaden var del i ett större byggnadskomplex.
Väggmålningarna är ett betydande exempel på tidig islamisk konst då de visar bilder och personer i övergångsperioden från bysantinsk kultur till islamisk kultur. På en av väggarna framställs fyra furstar som ska gälla som representanter riken som besegrats av islam. Dessa identifieras i underskrifterna som Bysans kejsare, sasanidernas kung, Etiopiens negus samt visigoternas siste kung Roderik. Förutom detta förhärligande av den arabiska makten framställer slottets målningar hovlivet (jaktscener, kapplöpningar, musikaliska föredrag, herdestunder och framför allt badets njutningar).

## Historia
Quseir Amra uppfördes under Umayyadernas Kalifat under kalifen Al-Walid I kring år 710. Bygget fungerade främst som badhus och mötesplats men även som en central karavanstation.
1898 besökte österrikisk-ungerske upptäcktsresande Alois Musil platsen kort efter besöket vid Qasr Tuba.
1985 upptogs platsen på UNESCO:s världsarvslista.